# Okres Kiskunfélegyháza
Okres Kiskunfélegyháza (maďarsky Kiskunfélegyházai járás) je okres v Maďarsku v župě Bács-Kiskun. Jeho správním centrem je město Kiskunfélegyháza.

## Sídla
V okrese se nachází celkem 6 měst a obcí.
Města
- Kiskunfélegyháza

Městyse
- Bugac

Obce
- Bugacpusztaháza
- Gátér
- Pálmonostora
- Petőfiszállás